# Zimex Aviation

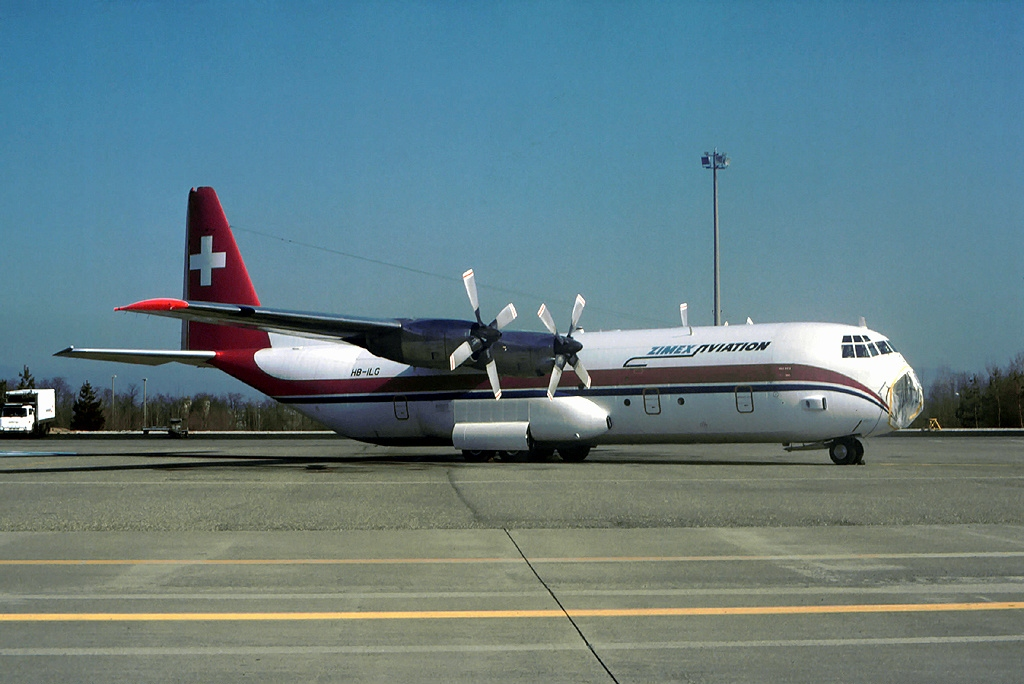
Lockheed L-100-30 Hercules авиакомпании в аэропорту Базель/Мюлуз, июль 1988 года

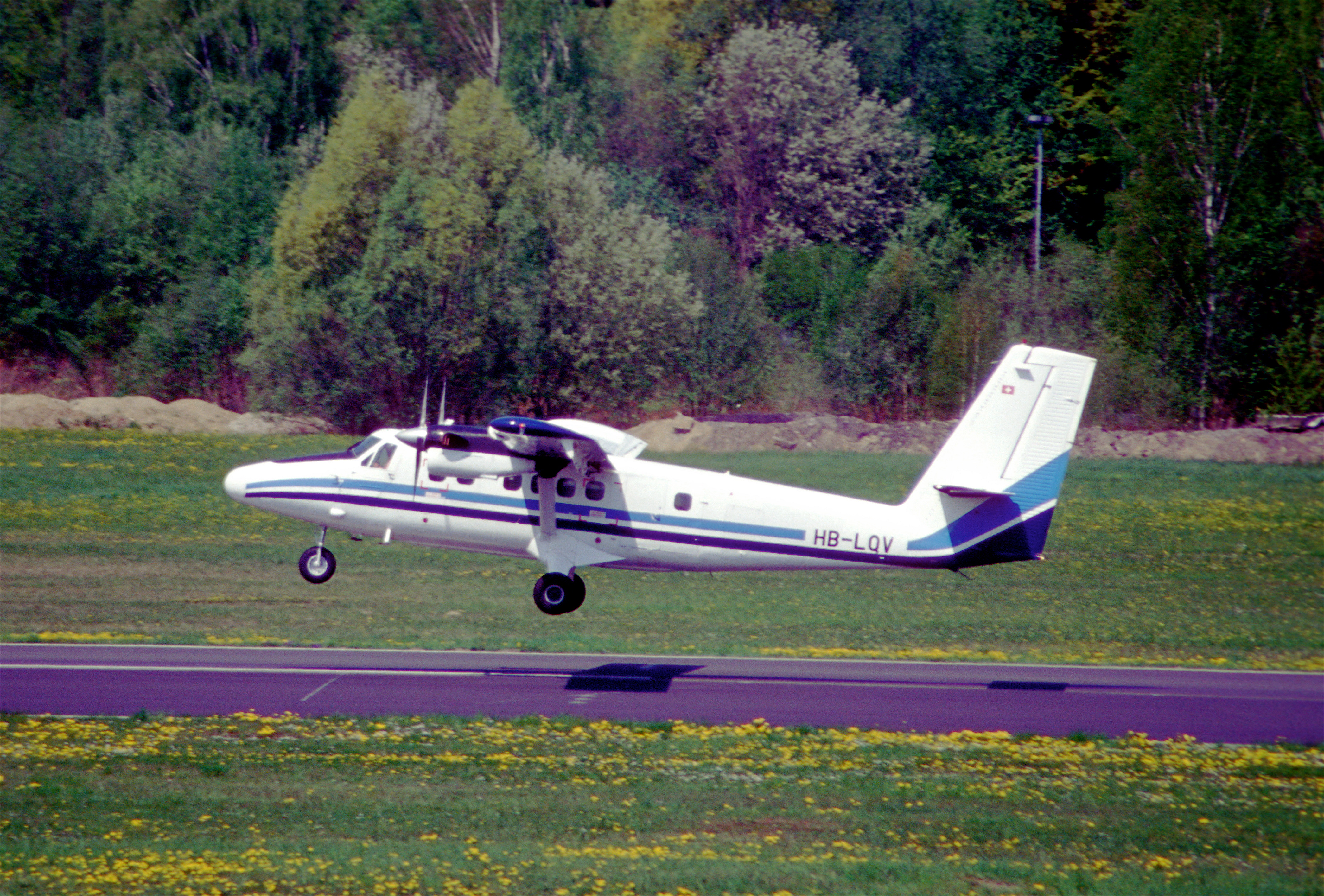
DHC-6 Twin Otter 300 авиакомпании в аэропорту Цюрих

Zimex Aviation — швейцарская авиакомпания со штаб-квартирой в Цюрихе, работающая в разных странах по чартерным контрактам с компаниями горной и нефтедобывающей промышленности, а также по договорам с общественными организациями европейских государств.
Портом приписки перевозчика является аэропорт имени Крима Белкасма.

## История
Авиакомпания была основана в 1969 году. В октябре 1999 года Zimex Aviation была выкуплена группой швейцарских инвесторов.

## Флот
В августе 2006 года воздушный флот авиакомпании Zimex Aviation составляли следующие самолёты:
- De Havilland Canada DHC-6 Twin Otter Series 300 — 12 ед.
- Pilatus PC6 Turbo Porter — 5 ед.
- Raytheon Beech 1900D Airliner — 4 ед.
- Viking DHC-6 Twin Otter Series 400 — 2 ед.[3]

В июле 2010 года на авиасалоне в Фарнборо Zimex Aviation заказала свой первый DHC-6 Twin Otter Series 400 производства канадского концерна Viking Air.